# 尼基塔·洛宾采夫
尼基塔·康斯坦丁诺维奇·洛宾采夫（俄语：Никита Константинович Лобинцев，1988年11月21日—），出生於叶卡捷琳堡，是俄罗斯男子游泳运动员。曾获2008年北京奥运4×200米自由泳接力银牌和2012年伦敦奥运4×100米自由泳接力铜牌。